# Ірена Забитко
Ірена Заби́тко  (англ. Irene Zabytko, 1954, Чикаго) — американська письменниця українського походження. Свої твори пише англійською.
Живе і працює в штаті Флорида.

## Біографія
Виросла в українському передмісті Великого Чикаго — «Українське Село», закінчила тут школу Св. о. Миколая. В Україні відвідала друзів і родичів, які живуть біля Чорнобиля. У США отримала ступінь бакалавра у Вермонт-коледж (Vermont College).
Вчилася у Вермонтському коледжі університету Норвіч (Монпельє): здобула диплом бакалавра (1983), потім магістра (1991). Працювала журналістом, викладачем літератури, англійської мови у Вермонті, Флориді. Викладала англійську мову в Київському національному університеті ім. Т. Шевченка, Дрогобицькому педінституті.[джерело?]